# هوانغ جيوم هي
هوانغ جيوم هي (بالكورية: 황금희)‏ هي ممثلة كورية جنوبية. ولدت يوم 20 أغسطس 1980 في مقاطعة غيونغسانغ الجنوبية في كوريا الجنوبية.

## روابط خارجية
- هوانغ جيوم هي على موقع IMDb (الإنجليزية)